# Leptura taranan
Leptura taranan là một loài bọ cánh cứng trong họ Cerambycidae.